# الحدود السعودية العراقية
تمتد الحدود السعودية - العراقية بالقرب من جبل عنيزة في قضاء الرطبة في العراق المتاخم لشمال محافظة طريف في السعودية بالقرب من ملتقى الحدود الأردنية العراقية السعودية، إلى الرقعي في السعودية المتاخمة لقضاء السلمان في العراق، بالقرب من |ملتقى الحدود السعودية العراقية الكويتية. طول الحدود 814 كيلومتراً، وفي امتداد الحدود بين الدولتين 265 دعامة حدودية، وعلى هذه الحدود منفذ عرعر الحدودي العراقي المقابل لمنفذ جديدة عرعر السعودي المعبر الحدودي الأهم، وفي هذه الحدود منفذ آخر، اسمه منفذ الجميمة الحدودي في قضاء السلمان العراقي المقابل لمحافظة رفحاء السعودية، وفي يوم 22 كانون الأول/ديسمبر سنة 1922، وقّع مندوبا المملكة العراقية وسلطنة نجد اتفاقية العقير الملحقة بمعادة المحمرة التي ثُبّتت بموجبها الحدود بين الدولتين.

## اتفاقيات ومعاهدات الحدود
| الاتفاقية                         | تاريخها                          |
| بروتوكول العقير نمرة - 1          | 13 / 4 / 1341 هـ - 2/ 12 / 1922م |
| محضر اجتماع بغداد                 | 6/ 4 / 1395 هـ - 8/ 4 / 1975م    |
| محضر اجتماع الرياض                | 23/ 6 / 1395 هـ - 2/ 7 / 1975م   |
| معاهدة الحدود الدولية بين البلدين | 30/ 2 / 1402 هـ - 26/ 12 / 1981م |

## المخافر الحدودية بين الدولتين

خارطة مركز قضاء السلمان وناحية بصية في محافظة المثنى المتاخمة للسعودية

سعدون شاكر وزير الداخلية العراقي موقع معاهدة الحدود نيابة عن دولته في 22 شباط/فبراير سنة 1982 بالرياض

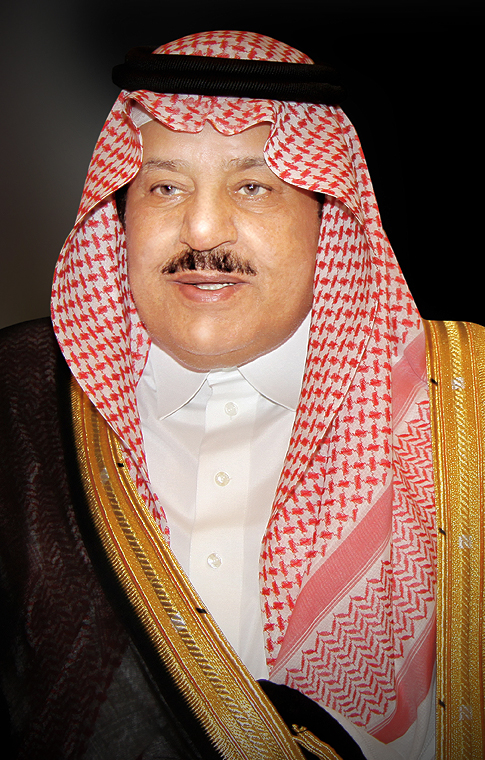
نايف بن عبد العزيز آل سعود وزير الداخلية السعودي موقع معاهدة الحدود نيابة عن دولته في 22 شباط/فبراير سنة 1982 بالرياض

حتى سنة 2018 كان للعراق 65 مخفراً حدودياً متخاماً للسعودية بين كل مخفر وآخر 12 كيلومتراً، تحرسها قيادة قوات حرس حدود العراق وللسعودية 40 مركزاً حدودياً متاخماً للعراق يحرسها حرس الحدود السعودي، جميعهن ذوات شكل موحد وقياسات متشابهة ومتقاربات المسافة.
| المخافر الحدودية العراقية المتخامة للسعودية | |
| اسم المخفر                                  | موقعه |
| مخفر حدود عوجة الباطن                       | ناحية بصية |
| مخفر العبيد                                 | في ناحية بصية، كان المخفر مُنشَأً سنة 1929م في منطقة خرجة، البعد 3 كيلومترات بينه وبين ملتقى الحدود النجدية العراقية الكويتية. |
| مخفر حدود خالد                              | ناحية بصية |
| مخفر حدود الفرسان                           | ناحية بصية |
| مخفر حدود 7 نيسان                           | ناحية بصية |
| مخفر المصطفى                                | ناحية بصية |
| مخفر ملحق عمار ابن ياسر                     | ناحية بصية |
| مخفر القادسية                               | ناحية بصية |
| مخفر المحمرة                                | ناحية بصية |
| مخفر صليبيخات الحدودي                       | ناحية بصية |
| مخفر الحسن                                  | ناحية بصية |
| مخفر حدود أنصاب                             | ناحية بصية |
| مخفر الوركاء                                | قضاء السلمان |
| مخفر حدود التأميم                           | مركز قضاء السلمان |
| مخفر الشيباني الحدودي                       | مركز قضاء السلمان |
| مخفر حدود الشهيد هاشم                       | مركز قضاء السلمان |
| مخفر عيدها الحدودي                          | قضاء السلمان |
| مخفر الفارس                                 | ناحية الشبكة |
| مخفر 17 تموز                                | ناحية الشبكة |
| مخفر الديفية                                | ناحية الشبكة |
| مخفر المعانية                               | ناحية الشبكة |
| مخفر الليمة                                 | ناحية النخيب |
| مخفر الأمغر                                 | ناحية النخيب |
| مخفر دبوسة                                  | ناحية النخيب |
| مخفر السويف                                 | ناحية النخيب |
| مخفر عرعر                                   | ناحية النخيب |
| مخفر حامر                                   | ناحية النخيب |
| مخفر الكرية                                 | ناحية النخيب |
| مخفر العموية                                | قضاء الرطبة |
| مخفر العطارية                               | قضاء الرطبة |
| مخفر الأبيض                                 | قضاء الرطبة |
| مخفر مكر النعام                             | قضاء الرطبة |
| مخفر محفور مجنه أو مخفر العنازة             | قضاء الرطبة |

| المراكز الحدودية السعودية المتخامة للعراق |                                                                |
| اسم المركز                                | موقعه                                                          |
| مركز السادة الحدودي                       | المسافة 35 كيلومتراً بينه وبين شمال مركز محافظة رفحاء السعودية. |
| مركز سويف الحدودي                         | قطاع جديدة عرعر شمال مدينة عرعر بمنطقة الحدود الشمالية.        |
| مركز الدبوسة                              | قطاع جديدة عرعر، البعد 35 كيلومتراً بينه وبين مركز سويف         |
| مركز النعام                               | قطاع الجديدة                                                   |
| مركز أم الحشو                             | قطاع الجديدة                                                   |
| مركز الأبيض                               | قطاع الجديدة                                                   |
| مركز القرية                               | قطاع الجديدة                                                   |
| مركز الفيضة                               | قطاع الجديدة                                                   |
| مركز الأصغر                               | العويقيلة                                                      |
| مركز المعافير                             | العويقيلة                                                      |
| مركز الصحن                                | العويقيلة                                                      |
| مركز المجامر                              | العويقيلة                                                      |
| مركز الليفية                              | العويقيلة                                                      |
| مركز الخويمات                             | العويقيلة                                                      |
| مركز البوبهي الحدودي                      | محافظة رفحاء                                                   |
| مركز الظفيري الحدودي                      | محافظة رفحاء                                                   |
| مركز البطن الحدودي                        | محافظة رفحاء                                                   |
| مركز النظيم الحدودي                       | محافظة رفحاء                                                   |
| مركز ربيثان الحدودي[محل شك]               | محافظة رفحاء                                                   |
| مركز الصداوي الحدودي                      | الشعبة                                                         |
| مركز نصاب الحدودي                         | الشعبة                                                         |
| مركز الكسر الحدودي                        | الشعبة                                                         |
| مركز ام الجراد الحدودي                    | الشعبة                                                         |
| مركز سماح الحدودي                         | الشعبة                                                         |
| مركز المجيلس الحدودي                      |                                                                |
| مركز أم الحيران الحدودي                   | محافظة رفحاء                                                   |
| مركز أم الشعراء الحدودي                   | محافظة رفحاء                                                   |
| مركز ربثان الحدودي                        | محافظة رفحاء                                                   |
| مركز الظهرة الحدودي                       | محافظة حفر الباطن                                              |
| مركز العوجاء الحدودي                      | محافظة حفر الباطن                                              |

## حاجز
في نيسان/أبريل 2006، بينما كان العراق يشهد مستوى عالياً من العنف الطائفي، بدأت المملكة العربية السعودية تدعو إلى تقديم عطاءات لبناء حاجز حدودي على شكل سياج على طول الحدود في محاولة لمنع انتشار العنف في العراق إلى المملكة العربية السعودية.
يبلغ طول السور نحو 900 كيلومتر (560 ميل) على طول حدود الصحراء الشمالية شبه المعزولة في المملكة العربية السعودية مع العراق. وكان مشروع السور جزءا من حزمة أكبر لبناء السياج لتأمين كافة حدود المملكة العربية السعودية البالغ طولها 6500 كيلومتر. والسور يكمل الجدار الرملي الذي يبلغ ارتفاعه 7 أمتار، والذي كان قد تم انشائه في وقت سابق، ويمتد على طول الحدود والتي يوجد أمامها امتداد يمتد لمسافة 8 كيلومترات من الأراضي الخالية من الأرض[مبهم]، والتي تمشط بشكل منتظم حتى يمكن تعقب المتعدين.
لم يتم تنفيذ المقترحات حتى أيلول/سبتمبر 2014، عندما تصاعدت الحرب الأهلية العراقية في أعقاب صعود تنظيم الدولة الإسلامية (داعش). واحتلال داعش لكثير من غرب العراق قد منحها حدوداً برية كبيرة مع المملكة العربية السعودية إلى الجنوب، ويهدف الجدار إلى منع المسلحين من داعش من دخول المملكة العربية السعودية. وقال المتحدث حينئذٍ باسم قيادة حرس الحدود في المنطقة الشمالية محمد الفهيقى "تمت زيادة عمق منطقة الحدود البرية مع العراق إلى 20 كلم من خط الحدود ولمدة عام".